# Paco Sagarzazu
Francisco Sagarzazu Badiola, conocido como Paco Sagarzazu (San Sebastián, 31 de enero de 1940), es un actor de cine y televisión español.

## Filmografía

### Cine
- Después de mí (2011) como Antonio.
- Balada triste de trompeta (2010)
- Él nunca lo haría (2009) como Abuelo.
- Cotton Candy (2008)
- Dos rivales casi iguales (2007) como Muga.
- H2ombre (2005) como El Cartero
- Aupa Etxebeste! (2005) como Luziano Etxebeste.
- Portal mortal (2004)
- Hombre sin hombre (2004)
- Torapia (2004) como Sor Gloria.
- Malicia en el país de las maravillas (2004) como Ejecutivo Descalzo.
- El coche de pedales (2004) Dienteputo.
- La llorona (2004)
- Ostertz (2004)
- La gran aventura de Mortadelo y Filemón (2003) como Calimero, el Tirano.
- Pa ti pa siempre (2003)
- El diablo enamorado (2002) como Cura.
- La voz de su amo (2001) como Recepcionista.
- Mi hijo Arturo (2001)
- Año mariano (2000) como Obispo.
- Papá es un ídolo (2000) como Médico.
- Hyde & Jekill (2000)
- Cuando vuelvas a mi lado (1999) como Serafín.
- Las huellas borradas (1999) como Urbano.
- Pecata minuta (1999) como Obispo.
- 40 ezetz (1999)
- La hora de los valientes (1998) como Jacinto.
- Txotx (1997)
- Muerto de amor (1997)
- La fabulosa historia de Diego Marín (1996) como Alcalde.
- Cuestión de suerte (1996) Señor.
- Salto al vacío (1995) como Paco.
- La leyenda de un hombre malo (1994)
- Una estación de paso (1992) como Padre de Tomás.
- Santa Cruz, el cura guerrillero (1991)
- Gran Sol (1989)
- Ander eta Yul (1989)
- Crónica de la guerra carlista (1988)
- El polizón del Ulises (1987)
- A los cuatro vientos (1987)
- Iniciativa privada (1986)
- Otra vuelta de tuerca (1985) como Padre de Roberto.
- Tasio (1984) como Guardia
- La conquista de Albania (1984)
- La fuga de Segovia (1981)

### Televisión
- Cuéntame cómo pasó como Anselmo 'El Matamulas'.
- La familia Mata como Alfre (12 episodios, 2007).
- Un paso adelante
- Un lugar en el mundo como Domingo (11 episodios, 2003).
- Policías, en el corazón de la calle como padre de Mamen (2 episodios, 2001).
- Hospital Central como Mariano (6 episodios, 2002).
- Calígula (2001) (TV) como Mereya
- ¡Ala... Dina! como Mago Merlín (1 episodio, 2000).
- El comisario como Padre de Casqueiro (3 episodios, 1999-2000).

### Teatro
- Calígula
- El Florido Pensil
- El hombre que confundió a su mujer con un sombrero
- La Camisa
- Las Sillas
- Tartufo
- Palabrarismos
- Las Criadas
- Cabaret Latino